# Glomus multiforum
Glomus multiforum är en svampart som beskrevs av Tadych & Blaszk. 1997. Glomus multiforum ingår i släktet Glomus och familjen Glomeraceae.   Inga underarter finns listade i Catalogue of Life.